# Marie-Hélène Sajka
Marie-Hélène Sajka est une joueuse de handball française née le 13 septembre 1997 à Nancy, évoluant au poste d'arrière droite au Metz Handball.

## Biographie
Issue du centre de formation du Metz Handball, elle fait ses débuts en équipe première durant la saison 2015-2016 et inscrit quatre buts en neuf matchs disputés. Elle est sacrée championne de France à l'issue de la saison mais ne participe pas aux phases finales. 
Elle rentre plus régulièrement dans les rotations du Metz Handball pour la saison 2016-2017 et se fait notamment remarquer en Ligue des Champions en terminant meilleure marqueuse avec sept buts de la rencontre face aux russes d'Astrakhan.
En février 2017, après plusieurs performances notables avec Metz, elle est appelée en équipe de France A' par Olivier Krumbholz, sélectionneur national, à participer à un stage concomitant à l'étape de mars de la Golden League. Elle se met en évidence lors des deux rencontres face à la Norvège et termine meilleure marqueuse de l'équipe avec 13 buts inscrits.
En juin 2017, elle est retenue en équipe de France pour les matchs de fin de saison face à la Norvège. Elle fait ses débuts en sélection à cette occasion et inscrits ses premiers buts en équipe nationale pour sa deuxième sélection.
En mai 2018, elle remporte son troisième titre de championne de France en battant Brest en finale. Néanmoins, peu utilisée pour sa troisième saison au plus haut niveau, elle est prêtée pour un an à Toulon pour la saison 2018-2019.
Après une saison réussie à Toulon, lors de laquelle elle termine parmi les meilleures marqueuses du championnat, elle revient à Metz à l'issue de son prêt. 
À Metz, elle réalise un bon début de saison 2019-2020 qui lui permet d'être rappelée en équipe de France pour disputer les matchs de qualification au championnat d'Europe 2020 durant l'automne 2019.
Elle rejoint le Paris 92 à l'été 2021 puis le Danemark et le Nykøbing Falster HK en 2022. Finaliste de la Ligue européenne, elle revient en France en 2023 aux Neptunes de Nantes pour un contrat de deux ans, mais dès janvier 2024, son départ à l'OGC Nice à compter de l'été 2024 est annoncé.

## Palmarès
Compétitions internationales
- finaliste de la Ligue européenne (C3) en 2023

Compétitions nationales
- championne de France en 2016, 2017 et 2018 (avec Metz Handball)